# 나이바샤호

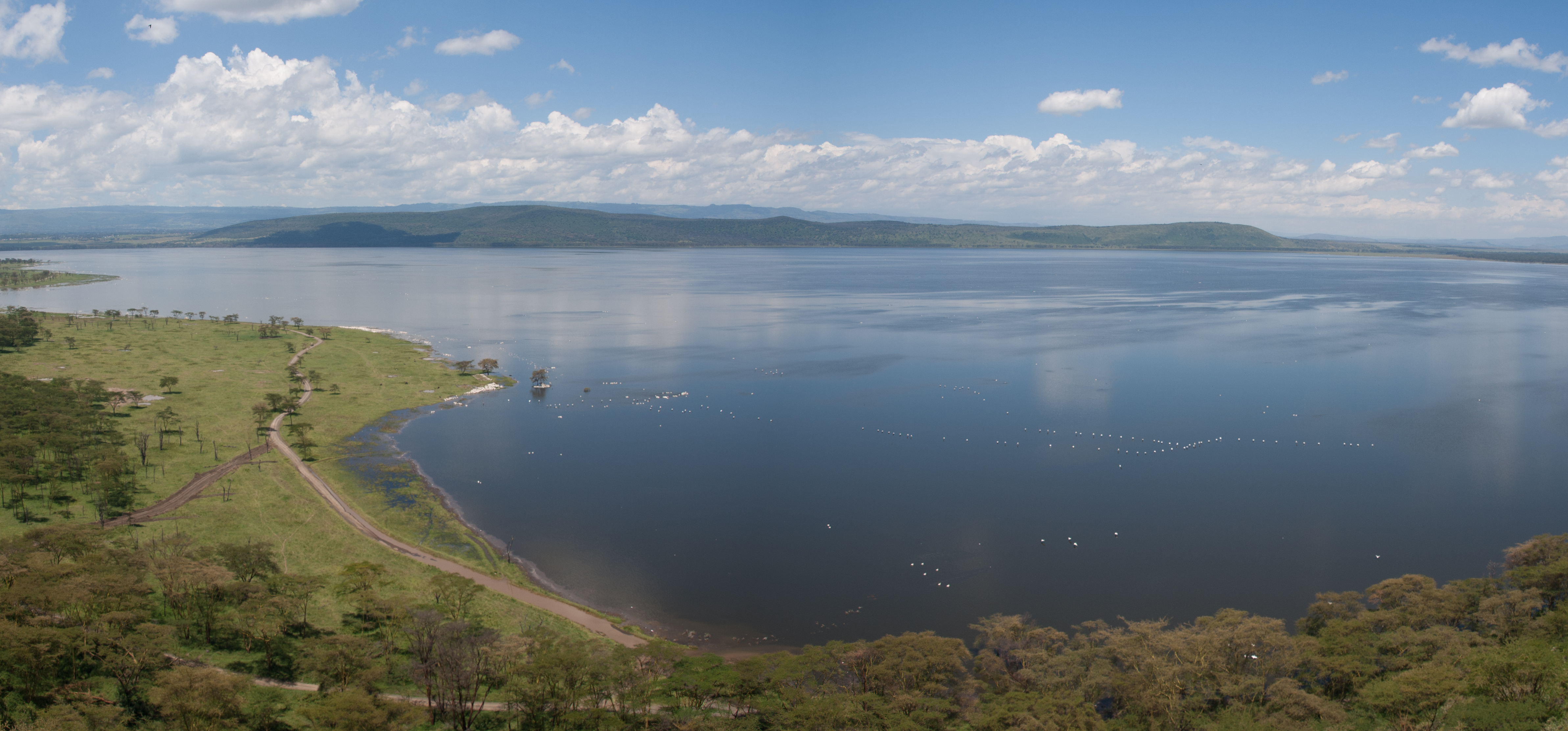
나이바샤호

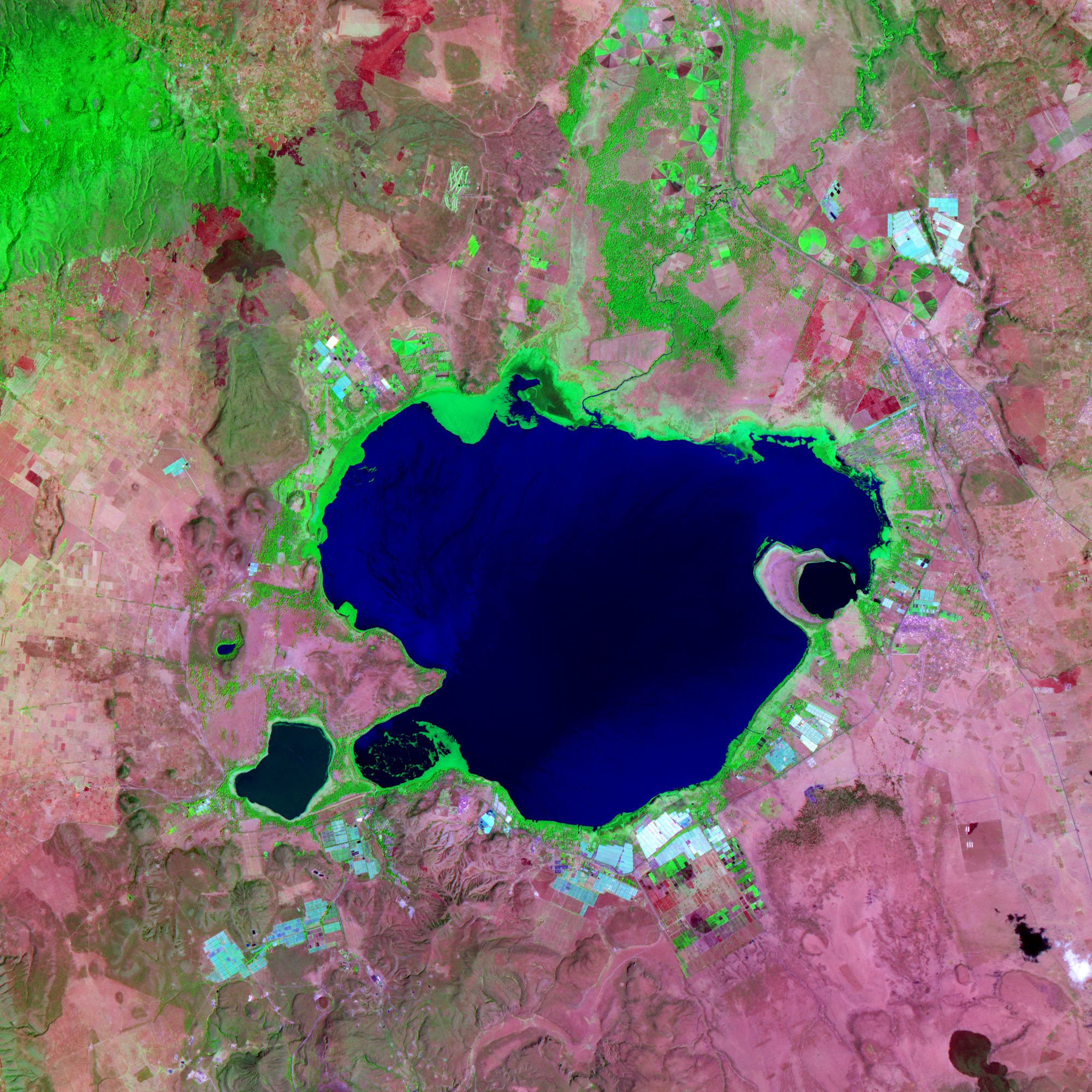
나이바샤호의 위성 사진

나이바샤호(Lake Naivasha)는 케냐에 있는 담수호로 나쿠루현 나이바샤 교외에 있다. 면적은 139km2, 평균 수심 6m, 최대 수심 30m, 고도 1,884m다. 1995년 4월 10일 람사르 협약 습지로 등록됐다.

## 농업과 산업
나이바샤호 주변에서는 화훼 재배가 주산업이지만 관개를 위해 무분별하게 호수물을 사용하여 수위가 낮아지고 있다. 이외에 어업도 성하다. 수위는 자주 달라지는데 1890년대에는 거의 마를 뻔한 적도 있었다. 수위는 대개 해당 지역 강수량에 따라 정해진다.